# Tiberiano (poeta)
Tiberiano (em latim: Tiberianus) foi um poeta romano do século IV. Foi autor de quatro pequenos poemas de datação incerta citados por Mário Sérvio Honorato em seus comentários da Eneida de Virgílio. Tiberiano talvez pode ser identificado com o oficial Caio Ânio Tiberiano.